# 昆明聂耳故居
25°02′29″N 102°42′22″E / 25.04139°N 102.70611°E
昆明聂耳故居位于中国云南省昆明市五华区（原属盘龙区）护国街道景星街社区甬道街73、74号，系音乐家聂耳在昆明的出生地。故居始建于清朝光绪十年（1884年），系重檐店铺房。光绪三十年（1905年），聂耳的父母从玉溪来昆，租住于此并开设一个名为“成春堂”的小医馆。1912年2月14日，聂耳在此降生。聂耳一家在此居住至1920年，后搬离甬道街。1943年，云南省政府对甬道街进行拓宽改造。甬道街两侧房屋被拆除，后移4～5米重建。重建的甬道街两侧仍是下面商铺上面居住的两层土木结构的楼房。2003年5月23日公布为第四批昆明市文物保护单位。2003年，云南省政府将其公布为省级文物保护单位。现存聂耳故居建筑是2010年全面修缮后的建筑。